# X教授
X教授（英語：Professor X），是一位出現在漫威漫畫《X戰警》中的虛構超級英雄。X教授和好友萬磁王不同，他一心想讓變種人與人類和平共處；但為了防止人類的迫害和引導變種人同胞走向正途，他以自身的財力創立了X學院來收容思緒不夠成熟或不太會控制自己的力量的變種人青少年，並建立了由變種人組成的超級英雄團隊「X戰警」。
X教授的人物形象是參考非裔美國人民權運動領袖馬丁·路德·金恩，名字則參考另一位非裔美國人民權運動領袖麥爾坎·X。

## 能力
X教授擁有整個漫威宇宙中最強大的心電感應能力。他無需通過身體接觸便能閱讀他人的思維和記憶，同時他能通過其能力剝奪並控制他人的思維和操縱他人的行動。
透過好友萬磁王（在电影X戰警：第一戰中则改为野獸）為他建造，位於X學院地下的X戰警基地中的「腦波強化機（Cerebro）」，X教授就能與世界上的任何一個人的腦電波產生連結，甚至只要他願意的話，他可以依此殺死任何人。

## 其他媒體

### 電影
- X戰警電影系列
  - 由派崔克·史都華飾演老年版的X教授（英语：Charles Xavier (film character)）。
    - 《X戰警》（2000年）
    - 《X戰警2》（2003年）
    - 《X戰警：最後戰役》（2006年）
    - 《X戰警：金鋼狼》（2009年）
    - 《金鋼狼：武士之戰》（2013年）：片尾客串。
    - 《X戰警：未來昔日》（2014年）[2]
    - 《羅根》（2017年）

  - 由詹姆斯·麥艾維飾演年輕版的X教授。
    - 《X戰警：第一戰》（2011年）
    - 《X戰警：未來昔日》（2014年）[2]
    - 《X戰警：天啟》（2016年）[3]
    - 《死侍2》（2018年）：客串。
    - 《X戰警：黑鳳凰》（2019年）
- 漫威電影宇宙：由派崔克·史都華回歸飾演X教授，此乃迪士尼收購21世紀福斯後，首位以變種特攻身份出現於漫威電影宇宙的角色。
  - 《奇異博士2：失控多重宇宙》（2022年）：客串，838號宇宙中的光照會成員。
  - 《復仇者聯盟：末日之戰》（2026年）

### 電子遊戲
- 《樂高漫威超級英雄》：由詹姆斯·阿諾德·泰勒配音[4]。
- 《漫威：未來之戰》：手機遊戲，X教授為玩家可使用角色之一。
- 《漫威超級戰爭》

## 外部連結
- X教授 （页面存档备份，存于） at the Marvel Universe